# Teatro Municipal de Bragança

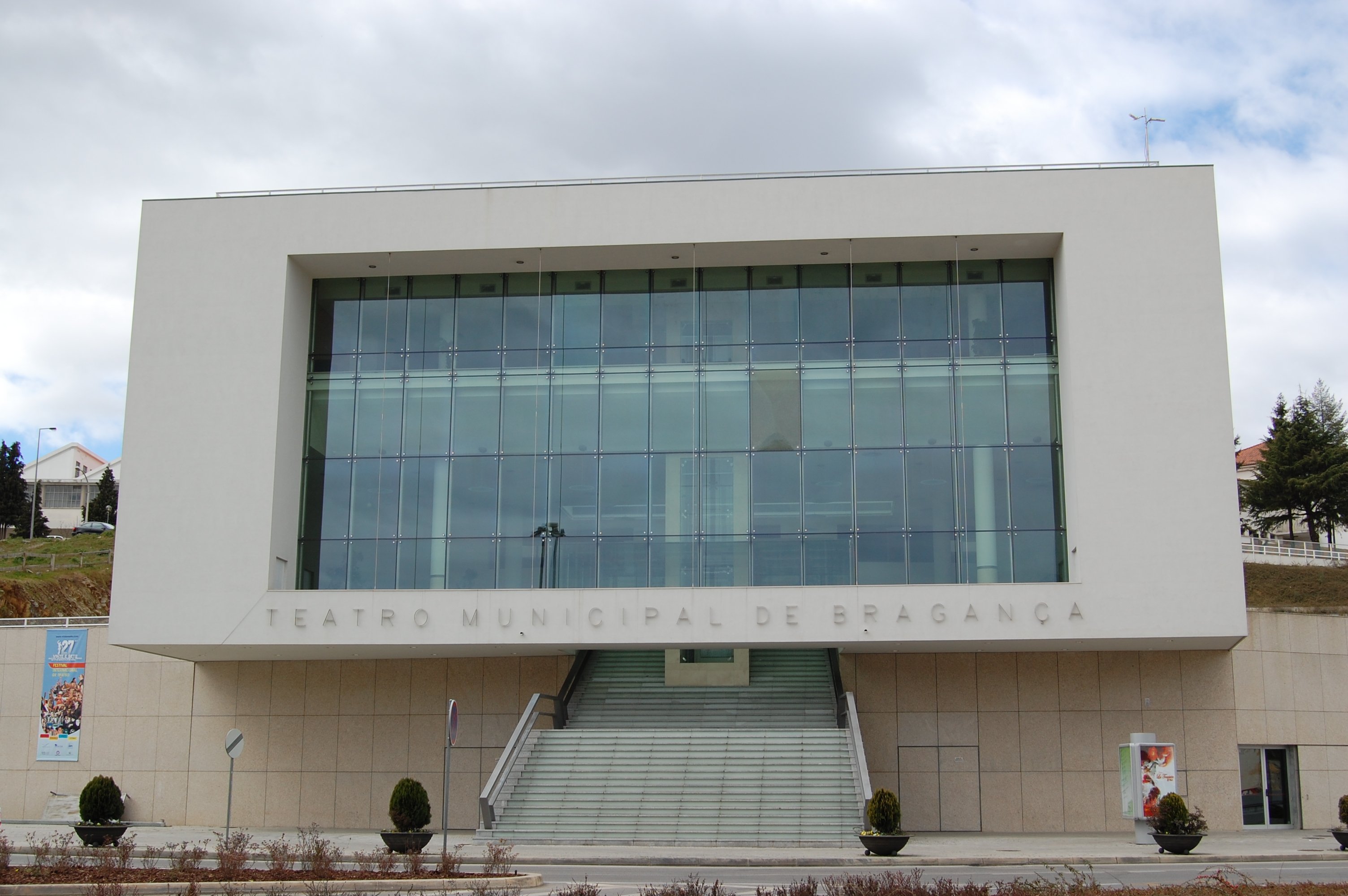
Teatro Municipal de Bragança

O Teatro Municipal de Bragança é o principal teatro da cidade portuguesa de Bragança, no nordeste do país. O edifício foi inaugurado em 2004 pelo então Primeiro-ministro português Dr. Durão Barroso. A estrutura foi projectada pelo arquitecto português Filipe Oliveira Dias no ano de 2004. Faz parte da rede nacional de teatros portuguesa.

## Características arquitectónicas

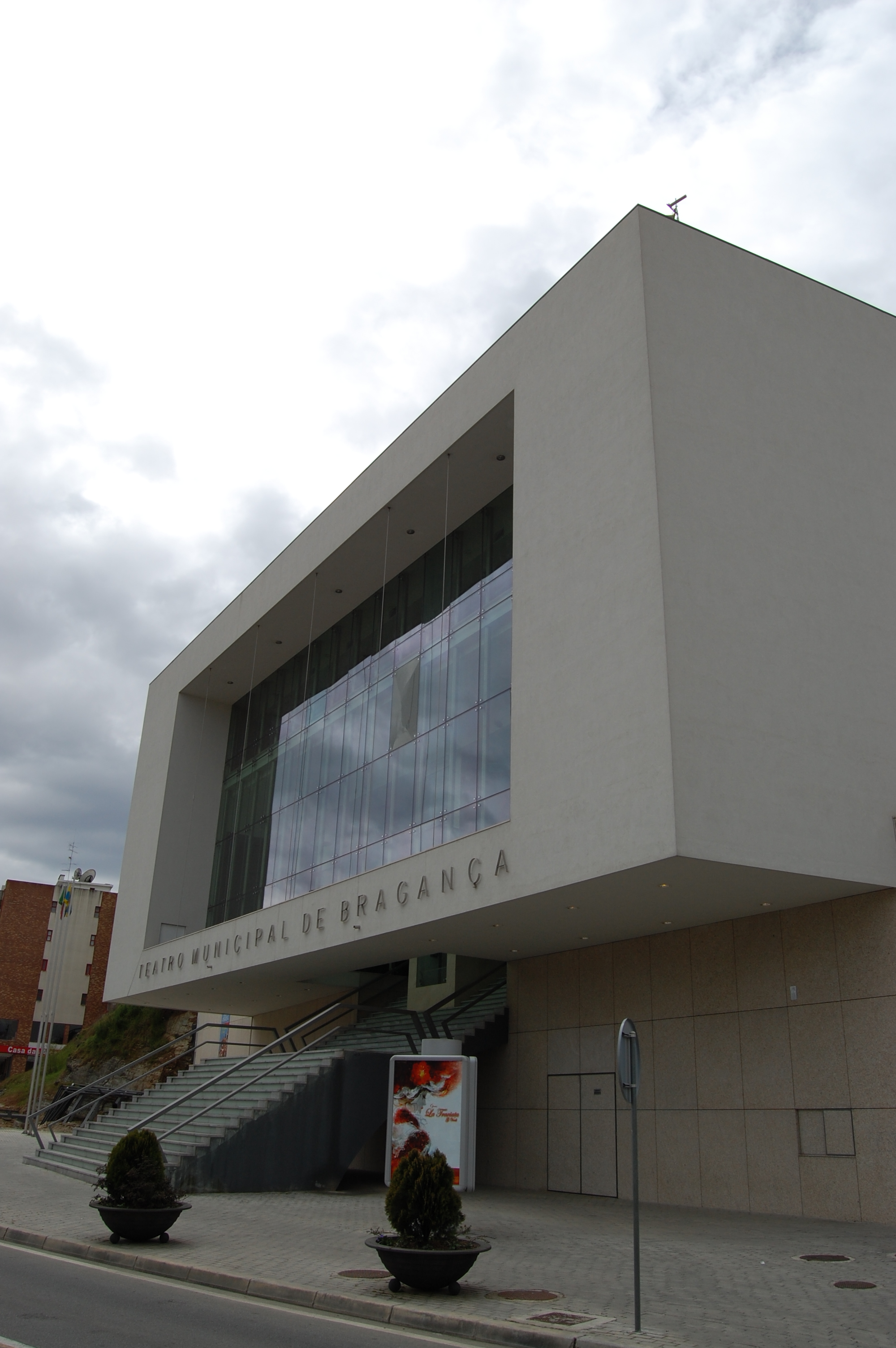

O edifício do teatro foi pensado de forma a rematar a frente de uma praça repleta de edifícios da década de 1950 (Estado Novo). O teatro possui características a salientar, tais como:
1. Forma de monólito. A forma permitiu o desaparecimento do corpo sobrelevado, contendo a torre de palco, eliminando a leitura da sua presença.
2. Praça na cobertura. O edifício, ligando a cota alta à cota baixa, cria na cobertura uma nova praça visitável, com vista sobre as Praças Professor Cavaleiro de Ferreira e Sá Carneiro.
3. Identidade. O enorme janelão na portaria tem a leitura de uma boca de cena e confere identidade ao edifício público, sendo bem visível o foyer do teatro.
4. Visão perspectiva. A fachada principal do edifício, por onde se processa o acesso do público, virada para a Praça Professor Cavaleiro de Ferreira, procurou ganhar a visão mais “perspectiva”, mostrando dois planos, dos melhores pontos de observação. O eixo do teatro faz 30º com o eixo da Praça, fica normal à Rua da Escola e fica orientado para o castelo.
5. Convite social. A escadaria que leva a meio do foyer, entrando por baixo, tem uma presença muito forte e constitui, por si só, um convite para ir ao teatro. Em vez da habitual entrada fugaz, promovendo-se contactos sociais antes do espectáculo e criando o desejo de se chegar mais cedo. Todavia, o mesmo aspecto apresenta deficiências flagrantes na acessibilidade, dificultando a entrada de pessoas idosas ou com mobilidade reduzida.
6. Acústica. A optimização das condições acústicas, nomeadamente o controlo da reverberação e da inteligibilidade, é conseguida através da geometria e volume variável da sala, por subida e descida dos caixotes móveis que integram o tecto.
7. Design. As cadeiras que equipam a sala tem um design contemporâneo, inspiram-se numa harpa e são desenhadas pelo autor do projecto.